# Tom Crean (Schiff)
Die Tom Crean ist ein Forschungsschiff des irischen Marine Institute. Bereedert wird das Schiff von P&O Maritime Logistics.

## Geschichte
Das Schiff des Typs ST-366 wurde unter der Baunummer V-129 auf der spanischen Werft Astilleros Armon Vigo für das irische Marine Institute gebaut. Der Bau des im Dezember 2019 bestellten Schiffs begann mit dem ersten Stahlschnitt im September 2020. Die Kiellegung des Schiffes fand am 4. November 2020, der Stapellauf am 19. November 2021 statt. Das Schiff wurde am 8. Juli 2022 abgeliefert. Das Schiff, das die Celtic Voyager ersetzt, wurde am 6. Oktober 2022 in Dienst gestellt. Die Baukosten beliefen sich auf 25 Mio. Euro.
Der Schiffsentwurf stammte vom norwegischen Schiffsarchitekturbüro Skipsteknisk in Ålesund, das auch die Bauaufsicht im Auftrag des Marine Institute durchführte.
Das Schiff ist nach dem irischen Polarforscher Thomas Crean benannt, der Anfang des 20. Jahrhunderts an drei wichtigen Antarktisexpeditionen teilnahm. Es ist am Marine Institute in Galway stationiert und steht dem Institut und anderen Einrichtungen für die Fischerei-, Meeres- und Umweltforschung zur Verfügung. Weiterhin kann es für die Seevermessung und den Einsatz bzw. die Unterhaltung von Wetterbojen und anderen Beobachtungsinstrumenten genutzt werden. Das Schiff ist für den Einsatz von ferngesteuerten und autonomen Unterwasserfahrzeugen ausgerüstet.

## Technische Daten und Ausstattung
Das Schiff wird dieselelektrisch angetrieben. Der Antriebsmotor mit 2000 kW Leistung wirkt auf einen Propeller. Das Schiff ist mit einem mit 780 kW Leistung angetriebenen Bugstrahlruder und mit einem mit 400 kW Leistung angetriebenen Heckstrahlruder ausgestattet. Es verfügt über ein System zur dynamischen Positionierung (DP1). Für die Stromerzeugung stehen zwei mit 1350 kW Leistung angetriebene Dieselgeneratoren sowie ein mit 400 kW Leistung angetriebener Dieselgenerator zur Verfügung. Im Hafen kann das Schiff mit Landstrom versorgt werden.
Das Schiff erfüllt die Vorgaben des International Council for the Exploration of the Sea in Bezug auf das Emittieren von Unterwasserschall (ICES 209).
An Bord stehen unter anderem ein Chemie-, ein Fisch- und ein CTD-Labor sowie ein CTD-Hangar zur Verfügung. Für die Fischereiforschung sind entsprechende Kühlräume vorhanden. Am Heck befindet sich ein schwenkbarer Heckgalgen. Zum Schleppen von Forschungsgeräten und Netzen stehen entsprechende Schleppwinden zur Verfügung. Das Schiff verfügt über verschiedene Echolote und Sonaranlagen. Es ist mit einem ausfahrbaren „Drop-Keel“ ausgerüstet, in dem ein Teil der akustischen Sensoren untergebracht ist. Das Schiff kann drei 20-Fuß-Container mitführen. Der Rumpf des Schiffes ist eisverstärkt (Eisklasse 1D).
Das Schiff kann 21 Tage auf See bleiben und dabei bis zu 8000 Seemeilen zurücklegen. An Bord können 12 Besatzungsmitglieder und 14 Wissenschaftler untergebracht werden.